# St. Johannes Baptist (Welschen Ennest)

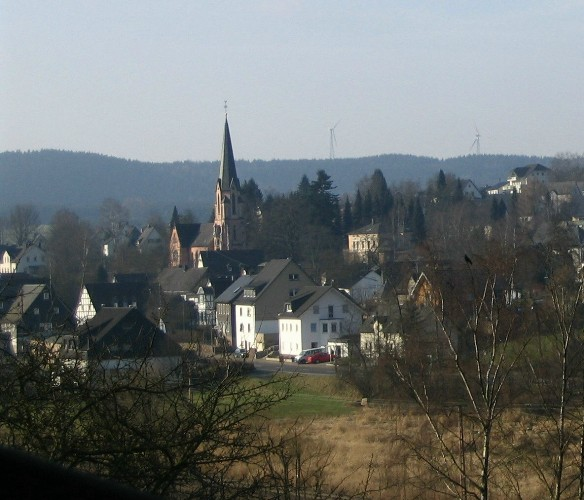
Welschen Ennest mit der Pfarrkirche

Die katholische Pfarrkirche St. Johannes Baptist ist ein denkmalgeschütztes Kirchengebäude in Welschen Ennest, einem Dorf in Kirchhundem im Kreis Olpe (Nordrhein-Westfalen).

## Geschichte und Architektur
Die zweijochige neugotische Saalkirche mit einem Querhaus wurde von 1901/02 unter der Bauleitung von Johann Adam Rüppel errichtet; mit der Baudurchführung war der Bauunternehmer Anton Sunder-Plassmann aus Förde (heute: Grevenbrück) betraut. Der Chor mit 3/8-Schluss ist nach Südwesten gerichtet, der mit einem Spitzhelm bekrönte Turm ist ortsbildprägend. Der verputzte Bruchsteinbau wird durch Werkstein und reiches Maßwerk in unterschiedlichen Fensterformen, mit ornamentalen und figürlichen Farbfenstern, gegliedert.

## Ausstattung
In die neu erbeute Kirche wurde die Orgel der Vorgängerkapelle übertragen, die 1886 möglicherweise von dem Orgelbauer Adam Fischer aus Hirschberg gebaut worden war. 1927 erbaute Anton Feith eine im Kirchenraum nicht sichtbare Dachbodenorgel, die über dem Gewölbe in einem Schwellkasten untergebracht war. Das Werk wurde 1958 durch Ernst Seifert erweitert, umgebaut und an der Querschiffwand im Kirchenraum aufgehängt. 1975 wurde das Instruments entfernt und durch ein Elektronium ersetzt.
Die heutige Orgel wurde 2002 von dem Orgelbauer Hans Peter Mebold (Siegen) erbaut. Das Schleifladen-Instrument hat 26 Register (darunter drei Transmissionen im Pedal) auf zwei Manualwerken und Pedal. Die Spieltrakturen sind mechanisch, die Registertrakturen sind elektrisch.
| I Hauptwerk C–g3 |             |        |
| 01.              | Bordun      | 16′    |
| 02.              | Prinzipal   | 08′    |
| 03.              | Gedackt     | 08′    |
| 04.              | Gambe       | 08′    |
| 05.              | Oktave      | 04′    |
| 06.              | Gemshorn    | 04′    |
| 07.              | Nasat       | 02 ⁄3′ |
| 08.              | Superoctave | 02′    |
| 09.              | Mixtur IV   | 01 ⁄3′ |
| 10.              | Trompete    | 08′    |
|                  | Tremulant   |        |
|                  | Zimbelstern |        |

| II Brustwerk C–g3 |                 |         |
| 11.               | Rohrflöte       | 08′     |
| 12.               | Salicional      | 08′     |
| 13.               | Schwebung       | 08′     |
| 14.               | Geigenprincipal | 04′     |
| 15.               | Blockflöte      | 04′     |
| 16.               | Quinte          | 02 ⁄3′  |
| 17.               | Hohlflöte       | 02′     |
| 18.               | Terz            | 01 3⁄5′ |
| 19.               | Larigot         | 01 ⁄3′  |
| 20.               | Sifflöte        | 01′     |
| 21.               | Oboe            | 08′     |
|                   | Tremulant       |         |

| Pedal C–f1 |                     |     |
| 22.        | Subbass (= Nr. 1)   | 16′ |
| 23.        | Gemsbass            | 08′ |
| 24.        | Octave (= Nr. 5)    | 04′ |
| 25.        | Corno               | 16′ |
| 26.        | Trompete (= Nr. 10) | 08′ |

- Koppeln: II/I, I/P, II/P
- Spielhilfen: Setzeranlage, frei einstellbares Registercrescendo